# Institut national d’études supérieures agronomiques de Montpellier
Die Institut national d’études supérieures agronomiques de Montpellier (ehemals Centre international d’études supérieures en sciences agronomiques) ist eine französische Ingenieurhochschule, die 1848 gegründet wurde.
Es bildet Ingenieure in zwei Hauptfächern aus:
- Ingenieurwissenschaften der Agrarwissenschaften
- Nachhaltige Agrar- und Ernährungssysteme für den Süden[2].

Die Montpellier SupAgro ist in Montpellier. Die Schule ist Mitglied der Conférence des grandes écoles (CGE).

## Persönlichkeiten
- Véronique Bellon-Maurel, französische Agraringenieurin
- Constantin Mimi, bessarabischer Politiker, Winzer und letzter Gouverneur von Bessarabien